# Syahmad
Syahmad is een bestuurslaag in het regentschap Deli Serdang van de provincie Noord-Sumatra, Indonesië. Syahmad telt 3400 inwoners (volkstelling 2010).